# Marcos Madrid
Marcos Madrid Mantilla (Puebla, Puebla, 6 september 1986) is een Mexicaans professioneel tafeltennisser. Hij speelt rechtshandig, met de shakehandgreep.
Hij vertegenwoordigde zijn land op de Olympische Zomerspelen 2016 maar won daar geen medailles.